# 王绣
王绣（1942年—），女，黑龙江哈尔滨人，中国画家，一级美术师尤以画牡丹见长。现为中国美术家协会会员，河南省美术家协会顾问、洛阳市文联副主席、洛阳博物馆名誉馆长、洛阳市美术家协会名誉主席。文化部全国优秀文艺工作者、享受国务院特殊津贴专家。

## 生平
1942年出生于黑龙江省哈尔滨市，1966年毕业于哈尔滨师范大学美术系。历任洛阳龙门文物保管所美工，洛阳市博物馆陈列部主任、副馆长、馆长。2018年2月24日，当选为第十三届全国人大代表。

## 艺术风格
王绣擅长写意牡丹画，工笔人物，书法。她的牡丹画在继承了中国传统国画技法并吸收了西方画的一些表现方法上又加以创新，具有独特的艺术风格，亨誉画坛。

## 作品
王绣美术作品由中国文化部选送泰国国王行宫“淡浮院”陈列并收藏；并多次作为国礼赠送印度、新加坡、法国等国家元首。部分作品被故宫博物院、钓鱼台国宾馆、首都新机场、中央军委大楼、日本、韩国等博物馆陈列并收藏。
王绣出版有《洛阳汉代彩画》、《牡丹雅韵—王绣牡丹绘画精品》、《中国牡丹画技法大全》、《牡丹画教程》、《洛阳文物精粹》等画册。并多次应邀出访国外举办展览和讲学。
1985年，王绣在洛阳博物馆举办了首次“个人牡丹画专题展”，目前洛阳博物馆新馆设有王绣牡丹展厅并常年对民众开放。